# Alex Shackell
Alex Shackell, née le 16 novembre 2006, est une nageuse américaine. 

## Biographie
Shackell, membre du club de Carmel, fait ses débuts internationaux en 2022 lors des Championnats pan-pacifiques juniors, revenant de la compétition avec quatre médailles d'or, dont celle du 100 m papillon. En novembre 2022, elle continue de monter sur des podiums avec deux troisièmes places à la Coupe du monde en petit bassin (100 et 200 m papillon).
Plutôt connue comme spécialiste de papillon, elle s'illustre aux Championnats nationaux 2023 en améliorant de plus de 4 secondes son record sur 200 mètres nage libre pour finir cinquième, place qui lui vaut une sélection aux Championnats du monde.
Aux championnats du monde 2023 à Fukuoka, elle gagne la médaille d'argent au relais 4 × 200 m nage libre en compagnie de Katie Ledecky, Erin Gemmell et Bella Sims.